# Distrikt Colquemarca
Der Distrikt Colquemarca liegt in der Provinz Chumbivilcas in der Region Cusco in Südzentral-Peru. Der am 21. Juni 1825 gegründete Distrikt hat eine Fläche von 449,49 km². Beim Zensus 2017 lebten 6897 Einwohner im Distrikt. Im Jahr 1993 lag die Einwohnerzahl bei 9436, im Jahr 2007 bei 8656. Die Distriktverwaltung befindet sich in der 3575 m hoch gelegenen Ortschaft Colquemarca mit 1427 Einwohnern (Stand 2017).

## Geographische Lage
Der Distrikt Colquemarca liegt im Norden der Provinz Chumbivilcas, 85 km südlich der Regionshauptstadt Cusco. Der Distrikt liegt im Andenhochland. Der Fluss Río Santo Tomás fließt entlang der nordwestlichen Distriktgrenze nach Norden. 
Der Distrikt Colquemarca grenzt im Südwesten an die Distrikte Llusco und Quiñota, im Westen an den Distrikt Haquira (Provinz Cotabambas), im Norden an den Distrikt Capacmarca sowie im Osten an den Distrikt Chamaca.